# Gương mặt thân quen (nhượng quyền)

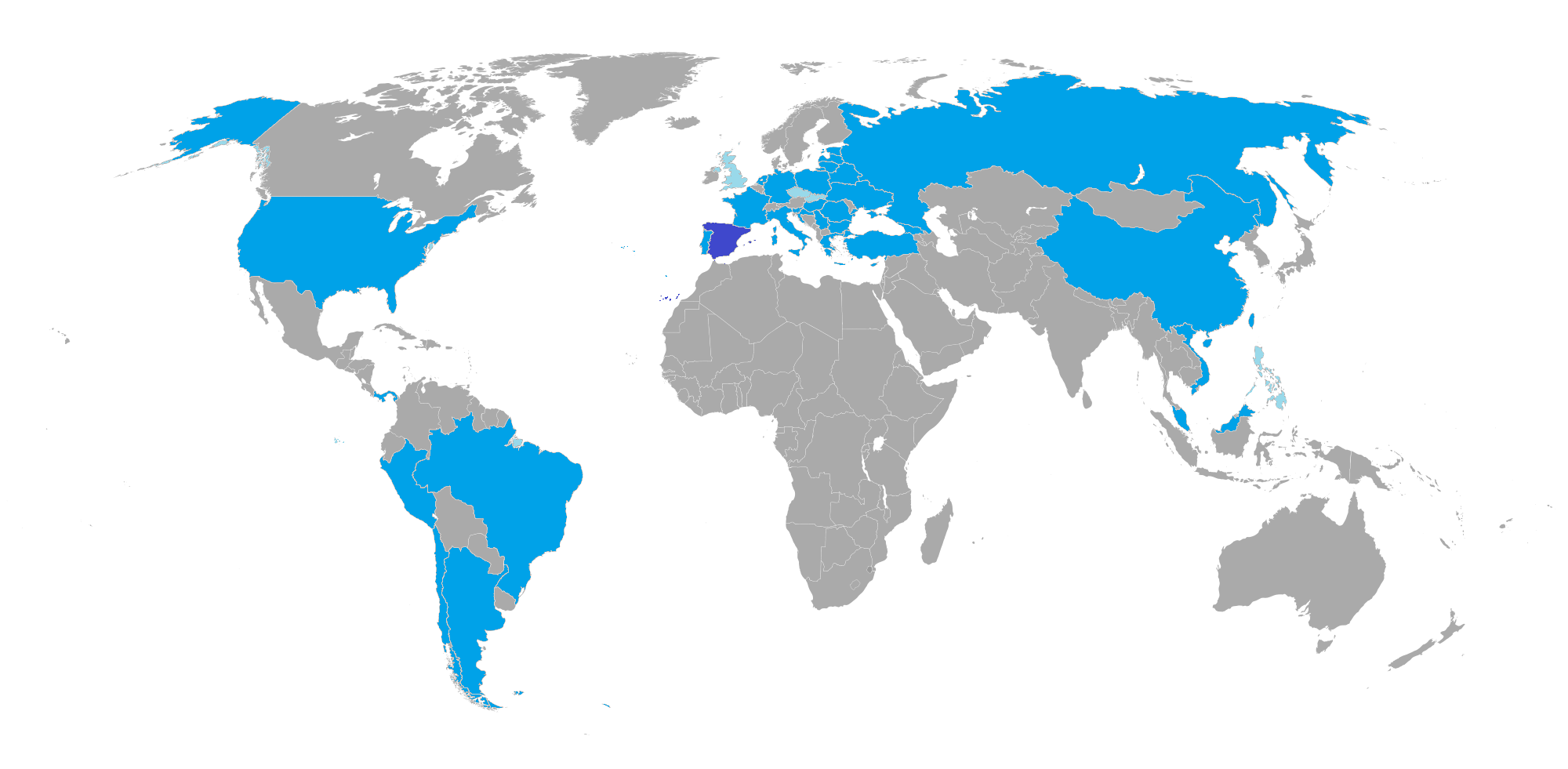
Quốc gia có Gương mặt thân quen (xanh), phiên bản gốc (tím) năm (2015)

Gương mặt thân quen là 1 chương trình truyền hình thực tế, được phát sóng lần đầu tiên tại Tây Ban Nha đây cũng là phiên bản gốc. Đến nay đã có hơn 40 quốc gia/lãnh thổ có Gương mặt thân quen.

## Phiên bản quốc tế
Hiện đang phát sóng   
     Phát sóng vào mùa sau 
     Không còn tiếp tục phát sóng  
| Quốc gia                                                       | Tên phiên bản                          | Kênh phát sóng             | Dẫn chương trình                                                | Năm        | Số mùa | Ghi chú |
| -------------------------------------------------------------- | -------------------------------------- | -------------------------- | --------------------------------------------------------------- | ---------- | ------ | --- |
| Albania                                                        | Your Face Sounds Familiar              | TV Klan                    | Alketa Vejsiu                                                   | 2016-2017  | 2      | |
| Angola · Mozambique                                            | A Tua Cara Não Me É Estranha           | Mundo FOX                  | Dicla Burity                                                    | 2019       | 2      | Nhằm thu hút các thí sinh từ Mozambique họ đã gọp chung phiên bản của Angola và Mozambique.                                                         |
| Liên đoàn Ả Rập                                                | شكلك مش غريب                           | MBC4                       | Shaklak mesh gharib Tony Abou Jaoudeh Abdulmonem Amairy         | 2014-nay   | 6      | Vì các quốc gia Thế giới Ả Rập đa phần có những quốc gia nghèo nhưng đủ tiềm năng để Gương mặt thân quen phát triển nên họ đã gọp lại các phiên bản |
| Argentina                                                      | Tu cara me suena                       | SBT                        | Alejandro Wiebe                                                 | 2013-2015  | 3      | |
| Brazil                                                         | Esse Artista Sou Eu                    | SBT 25                     | Marcio Ballas                                                   | 2017-2019  | 3      | |
| Bulgaria                                                       | Като две капки вода                    | BUL8                       | Kato dve kapki voda                                             | 2013-nay   | 9      | |
| Costa Rica                                                     | Tu cara me suena                       | Teletica 14                |                                                                 | 2015-nay   | 7      | |
| Croatia                                                        | Tvoje lice zvuči poznato               | Nova TV                    | Igor Mešin                                                      | 2014-nay   | 7      | Official website |
| Chile                                                          | Tu cara me suena                       | Mega                       | Luis Jara                                                       | 2012       | 1      | Official website Lưu trữ ngày 28 tháng 10 năm 2012 tại Wayback Machine                                                                              |
| Trung Quốc                                                     | 百变大咖秀                             | Hunan                      | He Jiong Xie Na                                                 | 2012-nay   | 10     | Official website |
| Colombia                                                       | Tu cara me suena                       | Caracol                    | Daniel Hoyos                                                    | 2015       | 1      | Official website |
| Czech Republic                                                 | Tvoje tvář má známý hlas               | TV Nova                    | Ondřej Sokol                                                    | 2016-nay   | 8      | Official website |
| Estonia                                                        | Su nägu kõlab tuttavalt                | TV3                        | Märt Avandi                                                     | 2013-2018  | 7      | Official website |
| Estonia                                                        | Su nägu kõlab varsti tuttavalt         | TV3                        | Sander Rebane                                                   | 2019       | 1      | Official website |
| Pháp                                                           | Un air de star                         | M6                         | Valérie Bègue                                                   | 2013       | 1      | Official website |
| Gruzia                                                         | ერთი ერთში                             | GDS TV                     | Kakha Kintsurashvili                                            | 2013-2014  | 3      | Official website |
| Gruzia                                                         | ერთი ერთში                             | IMEDI TV                   | Duta Skhirtladze Ilo Beroshvili                                 | 2015       | 1      | Official website |
| Đức                                                            | Sing wie dein Star                     | Das Erste                  | Jörg Pilawa                                                     | 2014       | 1      | Official website Lưu trữ ngày 5 tháng 5 năm 2017 tại Wayback Machine                                                                                |
| Hy Lạp · Síp                                                   | Your Face Sounds Familiar              | ANT1                       | Thanasis Alevras                                                | 2013-nay   | 6      | Official website Lưu trữ ngày 13 tháng 7 năm 2021 tại Wayback Machine                                                                               |
| Hy Lạp · Síp                                                   | Your Face Sounds Familiar – All Star   | ANT1                       | Tania Breazou                                                   | 2017       | 1      | Official website Lưu trữ ngày 13 tháng 7 năm 2021 tại Wayback Machine                                                                               |
| Hungary                                                        | Sztárban sztár                         | TV2                        | Ádám Szabó                                                      | 2013-nay   | 7      | Official website |
| Hungary                                                        | Sztárban sztár leszek!                 | TV2                        | Viktória Békefi                                                 | 2019-2021  | 4      | Official website |
| Hungary                                                        | Sztárban sztár +1 kicsi                | Super TV2                  | Szabolcs Varga                                                  | 2016       | 2      | Official website |
| Ý                                                              | Tale e Quale Show                      | RAI 1                      | Carlo Conti                                                     | 2012-nay   | 11     | Official website |
| Ý                                                              | Tale e Quale Show – Il torneo          | RAI 1                      | Carlo Conti                                                     | 2012-nay   | 9      | Official website |
| Ý                                                              | Tale e Quale Show – Duetti             | RAI 1                      | Carlo Conti                                                     | 2013       | 1      | Official website |
| Latvia                                                         | TV3 Latvia                             | Izklausies redzēts         |                                                                 | 2014-2018  | 3      | Official website Lưu trữ ngày 25 tháng 3 năm 2014 tại Wayback Machine                                                                               |
| Litva                                                          | Muzikinė kaukė                         | BTV                        | Algis Ramanauskas                                               | 2012-nay   | 9      | Official website |
| México                                                         | Soy tu doble                           | Azetaca                    | Ingrid Coronado Alfonso de Anda                                 | 2014       | 1      | Official website |
| Mông Cổ                                                        | Яг түүн шиг шоу                        | Edutainment TV             | Tsolmonbayar Bold                                               | 2016-2018  | 2      | Official website |
| Hà Lan                                                         | Your Face Sounds Familiar              | RTL Nederland              | Winston Gerschtanowitz                                          | 2012       | 1      | Official website Lưu trữ ngày 4 tháng 3 năm 2016 tại Wayback Machine                                                                                |
| Panama                                                         | Eddy Vásquez                           |                            |                                                                 | 2013-2018  | 5      | |
| Panama                                                         | Tu cara me suena kids                  |                            |                                                                 | 2016       | 1      | |
| Perú                                                           | Tu cara me suena                       | Frecuencia Latina          | Adolfo Aguilar                                                  | 2013       | 1      | Official website |
| Philippines                                                    | Your Face Sounds Familiar              | ABS-CBN                    | Billy Crawford                                                  | 2015-2017  | 2      | [ 6 ] |
| Philippines                                                    | Your Face Sounds Familiar: Kids        | ABS-CBN                    | Billy Crawford                                                  | 2017       | 1      | |
| Ba Lan                                                         | Twoja twarz brzmi znajomo              | Polsat                     | Paweł Dudek                                                     | 2014-nay   | 15     | Official website |
| Bồ Đào Nha                                                     | A Tua Cara não me é Estranha           | TVI                        | ?                                                               | 2012-2019  | 9      | Official website |
| Bồ Đào Nha                                                     | A Tua Cara não me é Estranha: Especial | TVI                        | ?                                                               | 2012, 2017 | 2      | Official website |
| Bồ Đào Nha                                                     | A Tua Cara não me é Estranha: Duetos   | TVI                        | ?                                                               | 2012       | 1      | Official website |
| Bồ Đào Nha                                                     | A Tua Cara não me é Estranha: Kids     | TVI                        | ?                                                               | 2014       | 1      | Official website |
| România                                                        | Te cunosc de undeva!                   | Cosmin Seleși Alina Pușcaș | Batyrkhan Shukenov                                              | 2012-2019  | 8      | Official website |
| Nga                                                            |                                        | Channel One                | Alexey Chumakov                                                 | 2013       | 1      | Official website |
| Nga                                                            | Igor Vernik                            | Russia-1                   | Alexey Chumakov                                                 | 2014-2019  | 5      | Official website Lưu trữ ngày 2 tháng 3 năm 2014 tại Wayback Machine                                                                                |
| Nga                                                            | Toch-v-Toch                            | Alexander Oleshko          | Channel One                                                     | 2014-nay   | 5      | Official website Lưu trữ ngày 20 tháng 3 năm 2016 tại Wayback Machine                                                                               |
| Serbia · Bosnia and Herzegovina · North Macedonia · Montenegro | Tvoje lice zvuči poznato               | Siter TV                   | Petar Strugar                                                   | 2013-2019  | 5      | Official website Lưu trữ ngày 5 tháng 12 năm 2020 tại Wayback Machine                                                                               |
| Slovakia                                                       | Tvoja tvár znie povedome               | Martin Klinčúchl           |                                                                 | 2016-nay   | 5      | Official website |
| Slovenia                                                       | POP TV                                 | Denis Avdić                |                                                                 | 2014-2019  | 5      | Official website Lưu trữ ngày 17 tháng 3 năm 2014 tại Wayback Machine                                                                               |
| Tây Ban Nha                                                    | Tu cara me suena                       | Antena 3                   | Manel Fuentes                                                   | 2011-nay   | 9      | Official website |
| Tây Ban Nha                                                    | Tu cara me suena Mini                  | Antena 3                   | Manel Fuentes                                                   | 2014       | 1      | Official website |
| Tây Ban Nha                                                    | Tu cara no me suena todavía            | Antena 3                   | Manel Fuentes                                                   | 2017       | 1      | Official website |
| Hàn Quốc                                                       | Your Face Sounds Familiar              | Mnet                       |                                                                 | 2017       | 1      | |
| Thụy Sĩ                                                        | Un air de star                         | RTS2                       | René Rindlisbacher                                              | 2014-2016  | 2      | |
| Thụy Sĩ                                                        | Sing wie dein Star                     | RTS2                       | René Rindlisbacher                                              | 2014-2016  | 2      | |
| Thái Lan                                                       | เปลี่ยนหน้าท้าโชว์ Sing Your Face Off       | Channel 7                  | Surivipa Kultangwattana                                         | 2015-2019  | 4      | Official website Lưu trữ ngày 14 tháng 11 năm 2021 tại Wayback Machine                                                                              |
| Tunisia                                                        | Najmek Tounsi                          | Wataniya 1                 | Issam Youssefi                                                  | 2019       | 1      | |
| Thổ Nhĩ Kỳ                                                     | Benzemez Kimse Sana                    | Star V                     | Murat Başoğlu                                                   | 2012-2015  | 3      | Official website Lưu trữ ngày 6 tháng 2 năm 2015 tại Wayback Machine                                                                                |
| Ukraina                                                        | ШОУМАSТГОУОН                           | Novyi Kanal                | Maria Efrosinina                                                | 2012       | 1      | Official website |
| Ukraina                                                        | Як дві краплі                          | Ukraine                    | Anastasiya Zavorotnuk Anton Lirnik                              | 2013       | 1      | Official website |
| Anh Quốc                                                       | Your Face Sounds Familiar              | ITV                        | Alesha Dixon                                                    | 2013       | 1      | Official website |
| Hoa Kỳ                                                         | Sing Your Face Off                     | ABC                        | John Barrowman                                                  | 2014       | 1      | Official website |
| Hoa Kỳ                                                         | Tu cara me suena                       | Univision                  | Ana Brenda Contreras Rafael Araneda                             | 2020       | 1      | Official website |
| Venezuela                                                      | Buscando Una Estrella                  | Venevisión                 | Daniel Sarcos                                                   | 2011-2015  | 4      | |
| Việt Nam                                                       | Gương mặt thân quen                    | VTV                        | Thanh Bạch (1-3, 7) Đại Nghĩa (4-6) Quang Bảo (6) Duy Khánh (8) | 2013-nay   | 8      | Chương trình quy tụ nhiều nhân vật nổi tiếng tại Việt Nam và Quốc tế.                                                                               |
| Việt Nam                                                       | Gương mặt thân quen nhí                | VTV                        | Đại Nghĩa (1-4)                                                 | 2014-nay   | 4      | |